# It's Only Natural
It's Only Natural is een nummer van de Australische/Nieuw-Zeelandse rockband Crowded House. Het is de derde single van hun derde studioalbum Woodface uit 1991. Op 8 december van dat jaar werd het nummer op single uitgebracht.

## Achtergrond
De single werd pas begin 1992 een hit en had het meeste succes in Oceanië en het Verenigd Koninkrijk. In Crowded House' thuisland Australië bereikte de single de 15e positie en in Nieuw-Zeeland de 31e. In het Verenigd Koninkrijk werd de 24e positie in de UK Singles Chart bereikt.
In Nederland werd de single destijds regelmatig gedraaid op de landelijke radiozenders, maar bereikte desondanks de Nederlandse Top 40 niet. De single bleef steken op de 10e positie in de Tipparade. Wél bereikte de single de 55e positie in de Nationale Top 100.
In België behaalde de single géén notering in zowel de voorloper van de Vlaamse Ultratop 50 als de Vlaamse Radio 2 Top 30.